# Place de l'Hôtel-de-Ville – Esplanade de la Libération
Place de l'Hôtel-de-Ville – Esplanade de la Libération (do roku 2013 Place de l'Hôtel-de-Ville) je významné náměstí v Paříži. Nachází se ve 4. obvodu. V minulosti bylo hospodářským a dnes je správním centrem města. Je pojmenováno po budově pařížské radnice.

## Poloha
Náměstí leží na pravém břehu řeky Seiny. Vymezují jej ulice Rue de Rivoli na severu, pařížská radnice na východě, nábřeží Quai de l'Hôtel-de-Ville na jihu a Avenue Victoria na západě.

## Historie
Ve starověku se zde křížily cesty vedoucí do Melunu a do Champagne, které i v pozdější době zůstaly významnými obchodními cestami. V raném středověku se zde díky poloze rozvinulo tržiště a nejdůležitější přístav ve městě. Vznikly zde sklady a hostince. Náměstí získalo název Place de Grève, což byl pojem označující ve středověké francouzštině písčitý břeh. Do moderní francouzštiny pak slovo grève přešlo jako výraz pro stávku, což bylo dáno tím, že se na tomto místě ve větším počtu shromažďovali nádeníci, kteří hledali práci a nechávali se najímat.
Na Place de Grève stál rovněž Maison aux piliers (Dům na pilířích), který nechal postavit Étienne Marcel a kde sídlil prévôt des marchands, z něhož se vytvořila městská samospráva. Dnes se zde nachází radnice města Paříže.
Jako ústřední náměstí sloužilo Place de Grève také jako místo poprav. Zemřeli zde například:
- 1310: Marguerite Porete, kacířka (upálena i se svou knihou)
- 1475: Ludvík Lucemburský ze Saint-Pol, protivník Ludvíka XI. (sťat)
- 1549: Jacques I. de Coucy, vojenský guvernér (sťat)
- 1559: Anne du Bourg, rada pařížského parlamentu (oběšen, poté upálen)
- 1574: Gabriel I. de Montgomery, protivník Kateřiny Medicejské (sťat)
- 1589: Jacques Clément, vrah Jindřicha III. (rozčtvrcen)
- 1602: Guy Éder de La Fontenelle, protivník Jindřicha IV. (vpleten do kola)
- 1610: François Ravaillac, vrah Jindřicha IV. (rozčtvrcen)
- 1617: Léonora Galigaiová, oblíbenkyně královny Marie Medicejské, (sťata)
- 1627: François de Montmorency-Bouteville, odsouzen za souboj (sťat)
- 1632: Louis de Marillac, protivník kardinála Richelieu (sťat)
- 1662: Cleude le Petit zvaný Básník Špína, básník a tvůrce pamfletů (oběšen)
- 1680: Catherine Deshayes, zvaná Voisinová, mnohonásobná travička (upálena)
- 1721: Louis Dominique Bourguignon, zvaný Cartouche, bandita (vpleten do kola)
- 1750: Jean Diot a Bruno Lenoir, homosexuálové (upáleni)
- 1757: Robert François Damiens, neúspěšný atentátník Ludvíka XV. (rozčtvrcen)
- 1766: Thomas Arthur de Lally-Tollendal, generál (sťat)
- 1790: Thomas de Mahy de Favras, velitel švýcarské gardy (oběšen)
- 1792: Nicolas Jacques Pelletier, lupič a vrah, jako první odsouzenec sťat gilotinou
- 1795: Antoine Quentin Fouquier-Tinville, revolucionář (gilotinován)

Náměstí bylo přejmenováno 19. března 1803 na dnešní Place de l'Hôtel-de-Ville. Od roku 1982 je pěší zónou. Od roku 2004 je na náměstí každé léto v rámci pařížské pláže hřiště pro plážový volejbal, v zimě je zde instalováno kluziště. Dne 22. dubna 2013 byl název rozšířen na Place de l'Hôtel-de-Ville – Esplanade de la Libération (Radniční náměstí - esplanáda svobody) na počest všem, kteří přispěli k osvobození Paříže v srpnu 1944.

## Významné stavby
- dominantou náměstí je budova pařížské radnice